# Фер-плеј
Фер плеј је спортско понашање или тежња да ће се спорт или активност уживати сами по себи, уз одговарајуће разматрање правичности, етике, поштовања и осећаја заједништва са конкурентима. „Лош губитник” се односи на онога ко не узима пораз добро, док „добар губитник” се односи на неког ко показује љубазност према другој особи у спортској игри упркос поразу.

## Спортско понашање
Спортско понашање се може дефинисати као трајна и релативно стабилна карактеристика помоћу које се појединци разликују у начину на који се очекује да се понашају у спортским ситуацијама. Спортско понашање се углавном односи на врлине као што су правичност, самоконтрола, храброст и упорност, и повезано је са међуљудским концептима третирања других и поштеним третманом, одржавањем самоконтроле у односу са другима и поштовањем ауторитета.
Као четири елемента спортског понашања често се узимају: добра форма, воља за победом, праведност и правичност. Ови елементи такође могу да доведу до конфликта, јер особа може да пожели више да победи него да учествује и тако да доведе до сукоба у аспектима спортског духа. Када спортисти постану превише егоцентрични, идеја спортског понашања се губи.
Данашња спортска култура, посебно у елитним спортовима, придаје велику важност идеји такмичења и освајања, тако да спортско понашање остаје у другом плану као резултат тога. У већини, ако не и у свим спортовима, спортисти елитних спортова праве стандарде спортског понашања и без обзира да ли им се то свиђа или не, виђени су као узори у друштву.
Пошто је сваки спорт подложан правилима, најчешћи прекршај лошег спортског понашања је чин варања или кршења правила како би се добила неправедна предност, а то се зове неспортско понашање. Такмичар који показује лоше спортско понашање након што је изгубио утакмицу или такмичење често се назива „лош губитник”, док се такмичар који показује лоше спортско понашање након победе обично назива „лошим победником”. Понашање у случају губитка укључује окривљавање других за губитак, неприхватајући одговорност за личне радње које су допринеле поразу, реагујући на губитак на незрео или неправилан начин, наводећи неповољне услове или друга ситна питања као разлоге за пораз.